# Famille von Kantzow
 (septembre 2024).
Si vous disposez d'ouvrages ou d'articles de référence ou si vous connaissez des sites web de qualité traitant du thème abordé ici, merci de compléter l'article en donnant les références utiles à sa vérifiabilité et en les liant à la section « Notes et références ».
La famille von Kantzow est une famille de la noblesse allemande poméranienne dont une branche acquiert en 1812 la noblesse suédoise et se hisse au rang de baron en 1821. Elle est admise à la Riddarhuset (maison de la noblesse) en 1822 sous le matricule No 376.

## Personnalités
- Nils von Kantzow (1885-1967), membre de l'équipe olympique suédoise de gymnastique aux jeux de 1908
- Carin von Kantzow, née von Fock (1888-1931), épouse en premières noces du précédent et en secondes noces d'Hermann Göring
- Hans von Kantzow (1887-1979), ingénieur des mines suédois et industriel, découvreur du Kanthal (alliage de fer, de chrome et d'aluminium)
- Sydney de Kantzow, cofondateur de Cathay Pacific Airways en 1946